# Eoasthena gnophobathra
Eoasthena gnophobathra är en fjärilsart som beskrevs av Louis Beethoven Prout 1934. Eoasthena gnophobathra ingår i släktet Eoasthena och familjen mätare. Inga underarter finns listade i Catalogue of Life.